# Antonio Rodríguez Salvador
Antonio Rodríguez Salvador (Taguasco, Cuba, 22 de desembre de 1960), és poeta, narrador, dramaturg i assagista. Economista de formació universitària, professor adjunt de Redacció i Estil a la Universidad Popular José Martí, i de dramatúrgia a la Universitat Pedagògica Silverio Blanco, de Sancti Spíritus. És considerat una de les veus excel·lents de l'actual narrativa llatinoamericana

## Biografia
Va néixer en Taguasco, província de Sancti Spíritus, Cuba. El seu pare, Joaquín Antonio Rodríguez Castro, també va ser escriptor, i la seva obra, que va merèixer el reconeixement de la crítica, va ser recollida en el llibre de poemes Flor de campanetes, publicat el 1950, i en diverses antologies, entre aquestes la de 200 anys del sonet a Cuba.
Va cursar els seus estudis secundaris i preuniversitaris en una escola militar, i el 1983 es va graduar de Llicenciat en Economia per la Universidad Central de Las Villas. Es va destacar en l'esport: va ser campió nacional universitari d'escacs el 1979, i va obtenir el millor resultat per a un primer tauler en el campionat nacional de primera categoria d'escacs postals el 1985.
Des de 1987 fins a 1995, va ser director econòmic del més important combinat paperer de Cuba, i el 1990 va fer tasques comercials en la Unió Soviètica.
De 1995 fins a 1997 va exercir importants funcions en el primer nivell de direcció de la Unió del Paper a Cuba, fins que en aquest últim any la seva novel·la Rolandos va ser premiada en dos concursos convocats a Espanta i llavors va decidir abandonar la carrera d'economia i dedicar-se completament a la literatura. És membre de la Unió d'Escriptors i Artistes de Cuba des de l'any 1993. De 1999 fins a l'any 2002 va ser director de l'Editorial Lluminària L'any 2000 va ser distingit amb la condició de Personalitat de la Cultura, i l'any 2005 va ser reconegut com a Membre Il·lustre de l'Associació Germans Saiz, organització que agrupa als escriptors i artistes joves de Cuba. En 1997 va rebre l'escut de la ciutat de Rojals, Alacant, Espanta.
Actualment resideix en Jatibonico, Sancti Spíritus, Cuba.

## Avaluació literària
Amo d'una neteja lingüística que resumeix en l'àmbit de la prosa les seves conquestes poètiques i un hàlit mític a l'incursionar (valorativa, incisivament) en la realitat, la seva narrativa proposa variants interessants dins de la tendència de la fabulació, madures en tant signifiquen la consolidació d'un “modus operandi” ben personalitzat entorn de certes zones temàtiques abordades per altres creadors d'aquesta tendència. L'absurd és vist com un detall més de la vida “real” que transcorre dins de l'obra, en estreta interdependència amb una manera filosòfica-burlesco d'assumir aquesta vida; no apareix com una dada de sorpresa o estupefacció o por (característica bastant comuna en altres conreadors d'aquesta modalitat) sinó com a part d'aquest tot que es narra en igualtat de condicions

## Obra
Ha publicat els següents llibres:
- Oficio de caminante (poesia) Editorial Capità Sant Luis, l'Havana, 1991.
- Quiero que me desanudes (poesia) Editorial Lluminària, Sancti Spíritus, 1992.
- En un sombrero de mago (poesia) Editorial Lluminària, Sancti Spíritus, 1993.
- Hágase un solitario (conte) Premio Fundació de la Ciutat de Santa Clara. Editorial Capiro, Santa Clara, 1996.
- Rolandos' (novel·la) (Premi Internacional de Novel·la “Salvador García Aguilar”, Rojals, Alacant, Espanya. Olalla Edicions, Madrid, 1997; Editorial Lletres Cubanes, l'Havana, 1998; Editorial Caminho, Lisboa, 2000.
- Sueño a cuatro manos (novel·la) Editorial Globus, Tenerife, 2002.
- Espejo del solitario (poesia) Editorial Lluminària, Sancti Spíritus, 2002.
- Pato de bodas (teatre per a nens) Editorial Lluminària, Sancti Spíritus, 2005.

Obres seves apareixen recollides en nombroses antologies publicades en diversos països. Les més representatives són:
- Lineas aéreas. Narradors llatinoamericans. Editorial Llengua de Drap, Madrid, 1999.
- De Cuba te cuento. Narradors cubans. Editorial Plaça Major, Puerto Rico, 2002.
- Que caí bajo la noche'. (poesia) 200 anys de desena eròtica a Cuba. Editorial Àvila, Cec d'Àvila, 2004.

Les seves cròniques i assajos, alguns d'ells premiats en importants concursos, apareixen publicats regularment en la seva Columna d'Autor Fe d'errates de CubaLiteraria, el Portal de la Literatura Cubana.